# RKS Raków Częstochowa
El RKS Raków Częstochowa o Robotniczy Klub Sportowy Raków Częstochowa Spółka Akcyjna és un equip de futbol de Polònia, de la ciutat de Częstochowa.

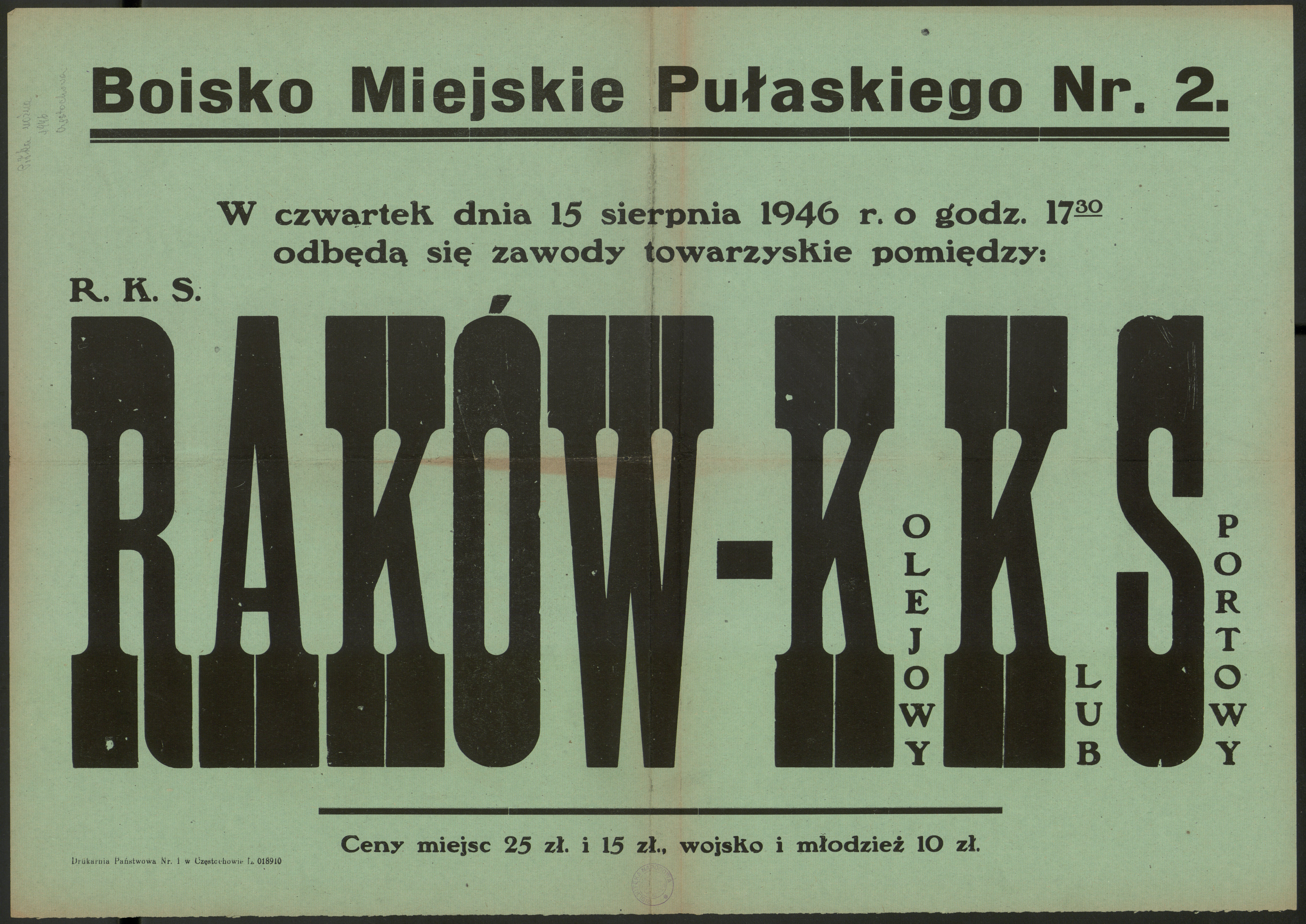
Pòster anunciant un partit amistós entre Raków Częstochowa i KKS Częstochowa, 1946.

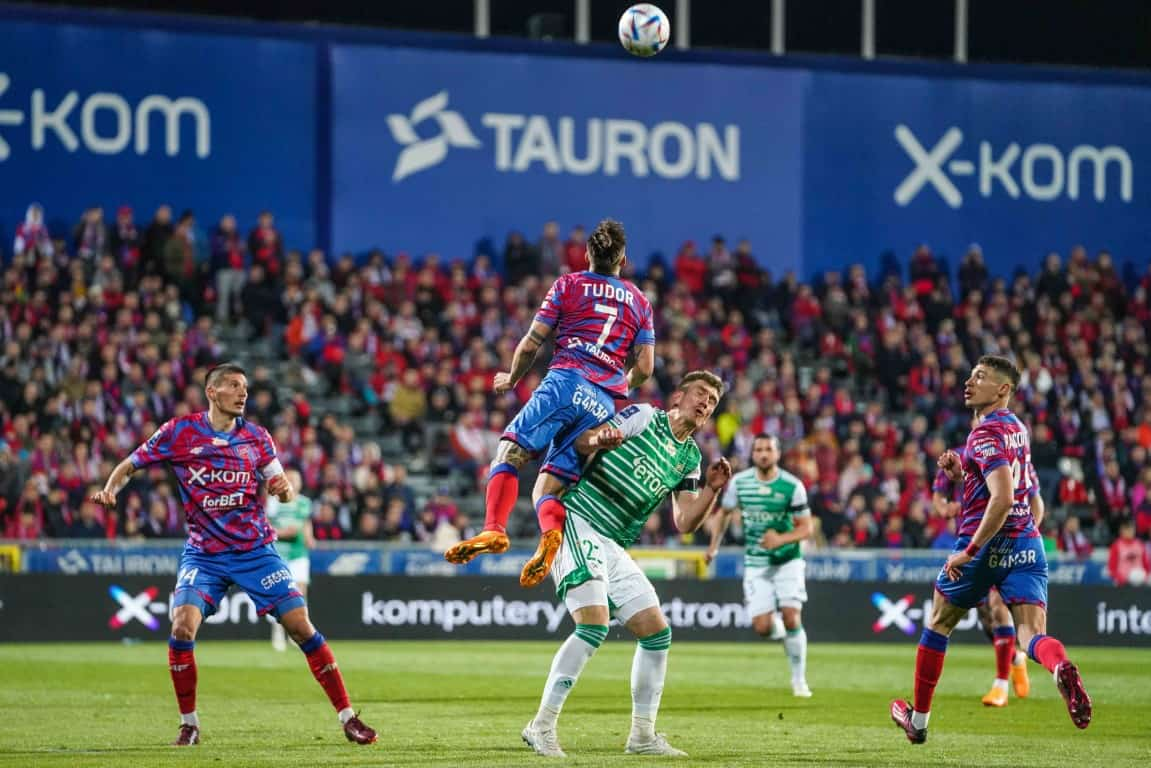
Partit entre Raków i Lechia Gdańsk, 2023.

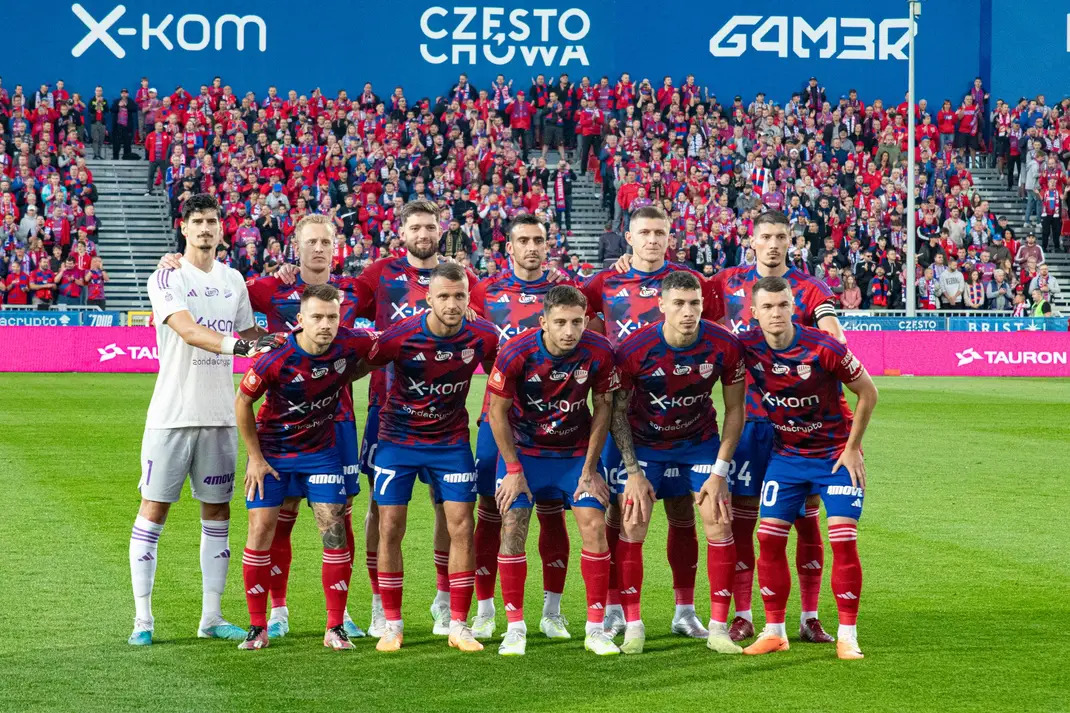
Raków Częstochowa abans del partit contra Aris Limassol FC, 2023.

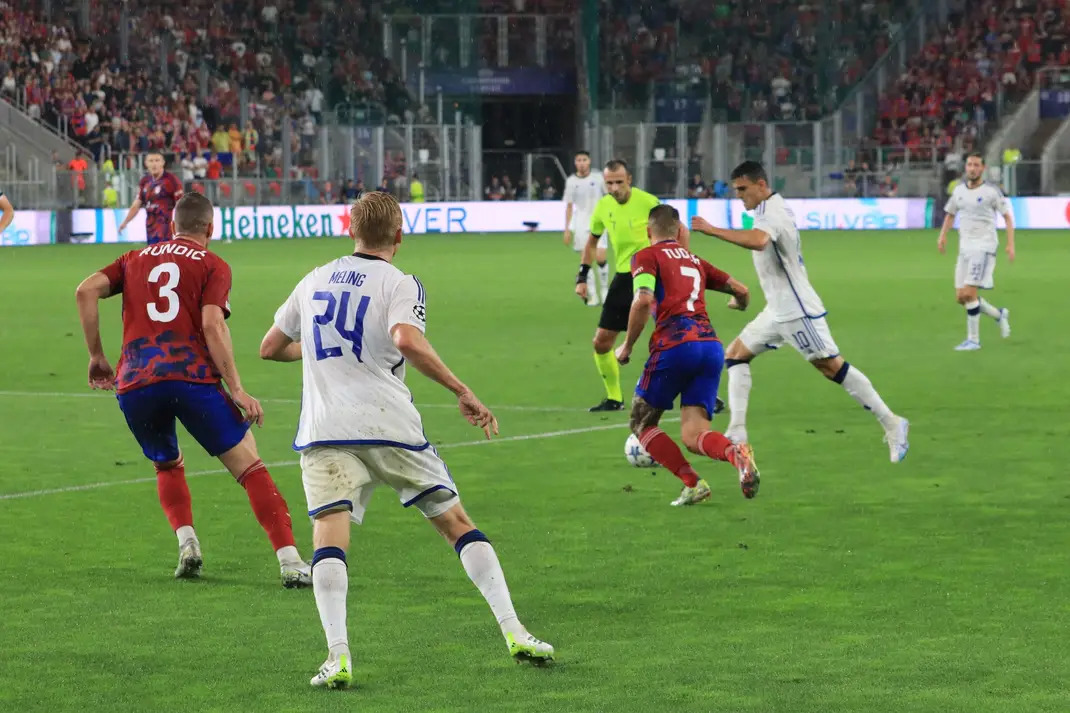
Partit contra F.C. Copenhaguen el 2023–24.

El KS Racovia va ser fundat el 1921 i dissolt el 1925. Dos anys més tard es reactivà amb el nom Robotniczy Klub Sportowy Raków (Club Esportiu dels Treballadors Raków). Un any més tard, la vila de Raków esdevingué un districte de Częstochowa. Evolució del nom:
- 1921: Klub Sportowo-Footbolowy Racovia
- 1927: RKS [Robotniczy Klub Sportowy] Raków Częstochowa
- 1951: Koło Zrzeszenia Sportowego Stal przy Hucie Częstochowa
- 1956: RKS Raków
- 2002: KS Raków Częstochowa
- 2011: RKS Raków Częstochowa SA

## Palmarès
- Lliga polonesa de futbol:[4]
  - 2022–23
- Copa polonesa de futbol:[5]
  - 2020–21, 2021–22
- Supercopa polonesa de futbol:
  - 2021,[6] 2022

## Jugadors destacats
Jugadors que han estat internacionals jugant amb el club.
- Kamil Piątkowski
- Paweł Skrzypek
- Adnan Kovačević
- Tomáš Petrášek
- Valerian Gvilia
- Giannis Papanikolaou
- Vladislavs Gutkovskis
- Bogdan Racovițan
- Deian Sorescu
- David Tijanić
- John Yeboah